# August 1998
Acest articol este generat integral pe baza informațiilor din articolul 1998 și este actualizat periodic de un robot.
 Editările făcute în articol vor fi șterse la următoarea actualizare! Dacă doriți să faceți modificări, editați articolul-sursă.

ianuarie -
februarie -
martie -
aprilie -
mai -
iunie -
iulie -
august -
septembrie -
octombrie -
noiembrie -
decembrie
August 1998 a fost a opta lună a anului și a început într-o zi de sâmbătă.

## Evenimente
- 7 august: Atentatele cu bombe de la ambasadele americane din Nairobi, Kenya și Dar es Salaam, Tanzania. 257 de persoane (din care 12 americani) și-au pierdut viața în atentatele revendicate de „Armata islamică pentru eliberarea locurilor sfinte”.
- 30 august-1 septembrie: Pentru prima oară într-o țară ortodoxă, în România, la București, are loc reuniunea ecumenică internațională „Oameni și Religii”. Se întâlnesc cu această ocazie aproape 800 de preoți și teologi, reprezentând toate marile religii ale lumii: patriarhi ortodocși, șapte cardinali romano-catolici, rabinul șef al Israelului, secretarul Ligii Islamice Mondiale.[1]

## Nașteri
- 2 august: Valentin Costache, fotbalist român
- 5 august: Kanon Suzuki, cântăreață japoneză
- 8 august: Shawn Mendes, cântăreț, compozitor și model canadian
- 12 august: Stefanos Tsitsipas, jucător de tenis grec
- 13 august: Francisco Cerúndolo, jucător de tenis argentinian
- 15 august: Mihaela Hogaș, patinatoare română de viteză
- 17 august: Ilinca Băcilă, cântăreață română
- 24 august: Marc Hirschi, ciclist elvețian
- 26 august: Dennis Man, fotbalist român
- 26 august: Jeon So-yeon, cântăreață sud-coreeană
- 28 august: Ayase Ueda, fotbalist japonez
- 30 august: Alex Dobre, fotbalist român
- 30 august: Marius Marin, fotbalist

## Decese
- 5 august: Coca Andronescu, 66 ani, actriță română (n. 1932)
- 5 august: Todor Jivkov, 86 ani, politician bulgar, lider (1954-1989), (n. 1911)
- 8 august: László Szabó, 81 ani, șahist maghiar (n. 1917)
- 8 august: László Szabó, șahist maghiar (n. 1917)
- 17 august: Tameo Ide, 89 ani, fotbalist japonez (n. 1908)
- 18 august: Iosif Sava (n. Iosif Segal), 65 ani, muzicolog și realizator de emisiuni radio și TV român de etnie evreiască (n. 1933)
- 21 august: Hans van Abeelen, 61 ani, biolog, genetician și profesor universitar neerlandez (n. 1936)
- 25 august: Allan Macartney, 57 ani, politician britanic (n. 1941)
- 26 august: Frederick Reines, 80 ani, fizician american, laureat al Premiului Nobel (1995), (n. 1918)
- 29 august: Alexandre Alves Costa, 79 ani, politician brazilian (n. 1918)